# Пиннещотт
Пиннещотт (норв. pinnekjøtt, от pinne – «палка» и kjøtt – «мясо») — традиционное норвежское блюдо, приготовленное из бараньих рёбрышек. Пиннещотт — праздничное блюдо, типичное для Западной и Северной Норвегии. Это блюдо связано с празднованием Рождества, поэтому его часто называют рождественский стейк (julesteik), рождественские ребрышки (juleribbe). Также встречаются названия: ribbesteik, pinnesteik, ribbe, saueribbe. Рёбрышки обычно подают с пюре из брюквы, кольраби, корня сельдерея, моркови, а также с сосисками и картофелем, в некоторых регионах с квашеной капустой; запивают пивом и аквавитом.
Название, вероятно, происходит от берёзовых палочек, которые используются в качестве решётки для приготовления рёбрышек на пару. Слово «пинне» также используется в диалектном норвежском языке для обозначения отдельных рёбер .

## Приготовление

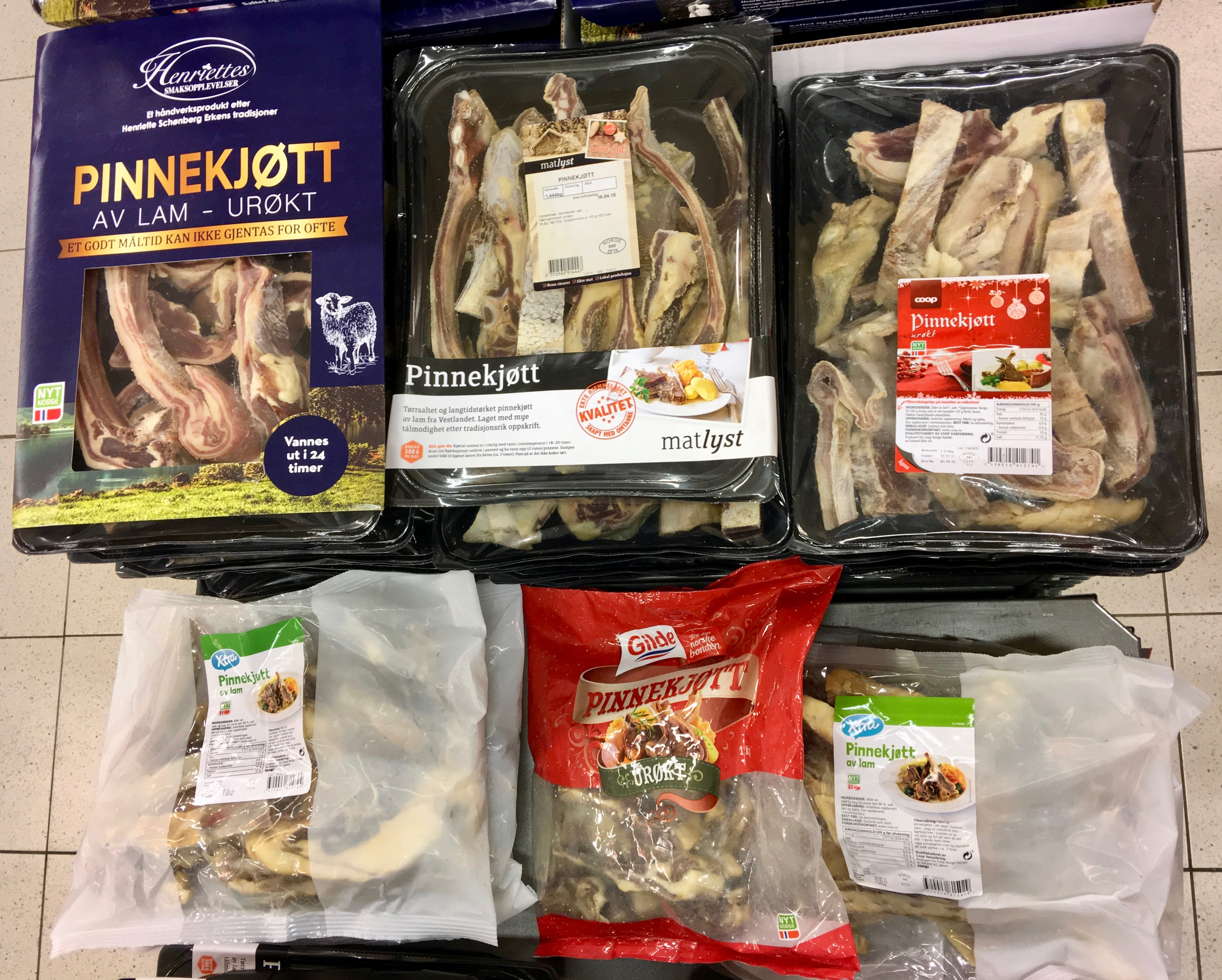
Упакованные и готовые к приготовлению пиннещотт

Для приготовления пиннещотт необходимы засоленные и прикопченные бараньи рёбрышки. Именно в таком виде их обычно хранили на севере Норвегии, где было развито овцеводство. Перед приготовлением рёбрышки отмачивают в воде, чтобы удалить лишнюю соль. На дно кастрюли выкладывают решётку из березовых палочек, которая позволит мясу больше пропариваться, чем вариться, а сверху складывают рёбра. Вода не должна покрывать мясо, а лишь палочки. Также вместо палочек иногда используют клубни картофеля, чуть покрытые водой. Существуют рецепты, которые предусматривают варку, запекание в духовке, варку с последующим запеканием в духовке или на сковороде или приготовление на гриле на углях .
Перед Рождеством пиннещотт в готовом к приготовлению виде доступен в большинстве супермаркетов: нарезанные отдельные рёбра, копчёные или нет, часто даже отмоченные. 